# Cantó de Pujòus
El cantó de Pujòus és un cantó francès del departament de la Gironda, situat al districte de Liborna. Té 16 municipis i el cap és Pujòus.

## Municipis
- Bossugan
- Sivrac de Dordonha
- Cobeirac
- Doleson
- Flaujagas
- Gençac
- Julhac
- Moliets e Vila Martin
- Peçac de Dordonha
- Pujòus
- Rausan
- Senta Florença
- Senta Radegonda
- Sent Joan de Blanhac
- Sent Pèir de Castèths
- Sent Vincenç de Pertinhàs

## Història
| Data d'elecció                           | Identitat     | Partit           | Qualitat |
| ---------------------------------------- | ------------- | ---------------- | -------- |
| 1945-1973                                | Marcel Plante | Divers gauche    |          |
| 1973-                                    | Gérard César  | RPR, després UMP |          |
| les dades anteriors no són pas conegudes |               |                  |          |
|                                          |               |                  |          |

## Demografia
| 1962  | 1968  | 1975  | 1982  | 1990  | 1999  | 2006  |
| ----- | ----- | ----- | ----- | ----- | ----- | ----- |
| 6.465 | 6.867 | 6.283 | 6.479 | 6.863 | 7.176 | 7.380 |